# Ватиканская лира
Лира (итал. lira) — денежная единица города Ватикан в период с 1929 по 2002 год.

## История
Папское государство, сократившееся до Ватикана, использовало свою собственную валюту, которая называлась лира Папского государства, в период с 1866 по 1870 год.
Ватикан в 1929 году приступил к выпуску собственных монет, чеканившихся на римском монетном дворе. Их дизайн разработал знаменитый итальянский скульптор и медальер Аурелио Миструцци. Внешний вид монет строился на религиозных сюжетах. Также на крупных номиналах (от 5 лир и выше) был изображён правивший в то время понтифик Пий XI (1922-1939). Монеты номиналом 5 и 10 лир чеканились из серебра 835-й пробы, а 100 лир — из золота 900-й. Тиражи монет, как правило, были небольшими, и потому какой-либо заметной роли в денежном обращении они не играли, скорее, выполняя роль одного из символов ватиканского суверенитета. По давно уже устоявшейся традиции в периоды отсутствия у Ватикана понтификов (когда предыдущий Папа уже скончался, а последующий ещё не был избран) выпускались специальные монеты, получившие название «седисвакантных» (от латинского «Sede Vacante” — Место Свободно). Первым седисвакантным выпуском стал тираж 5 и 10 лир, отчеканенных в 1939 году по смерти Пия XI. В дальнейшем такие монеты будут чеканиться на кончину каждого последующего понтифика.
В 2002 году Ватикан перешел на евро по курсу 1 евро= 1936.27 лир. Город-государство выпускает свой набор евро.